# Jéssica Quintino
Jessica Da Silva Quintino (født 17. april 1991 i São Paulo) er en kvindelig brasiliansk håndboldspiller, der spiller for rumænske HC Dunărea Brăila. Hun kom til klubben i 2016. Hun har tidligere spillet for de polske klubber Vistal Gdynia og MKS Lublin og danske Odense Håndbold.
Hun fik debut på det brasilianske landshold i 2012.
Hun var med til at vinde den danske liga, Damehåndboldligaen, i 2021 med Odense Håndbold.